# نبیلر (سیریک)
نبیلر (ترکی استانبولی: Nebiler) یک محله در ترکیه است که در ناحیهٔ سریک، آنتالیا واقع شده است. جمعیت این محله تا سال ۲۰۲۲ برابر با ۳۹۶ نفر بوده است.